# Thompson Escarpment
Koordinaten: 79° 27′ S, 83° 30′ W
Thompson Escarpment ist eine steile, nach Osten abfallende Schichtstufe in der westantarktischen Heritage Range. Die etwa 8 Seemeilen (ca. 15 km) lange Schichtstufe liegt am Kopf des in Richtung Osten fließenden Flanagan-Gletschers in den Pioneer Heights. Westlich und nördlich liegt der Schmidt-Gletscher.
Thompson Escarpment wurde vom United States Geological Survey im Rahmen der Erfassung des Ellsworthgebirges in den Jahren 1961–66 durch Vermessungen vor Ort und Luftaufnahmen der United States Navy kartografiert. Benannt wurde er vom Advisory Committee on Antarctic Names nach Commander Robert C. Thompson, Operations Officer der United States Navy, der als Teil der Fliegerstaffel Air Development Squadron Six (VX-6) an der Operation Deep Freeze 1965 teilnahm.